# Monika Paššová
Monika Paššová (* 20. března 1969 Bratislava) je bývalá slovenská dětská herečka a dabérka, která hrála ve slovenských celovečerních filmech v 70. a 80. letech 20. století. V seriálu animovaných filmů pro děti Filmárik a Filmuška na přelomu 70. a 80. let navyprávěla Filmušku, Filmárika navyprávěl Richard Stanke.

## Filmografie

### TV filmy
- 1979: Katka (Katka)
- 1980: Toto leto doma (Dušana)
- 1982: Slávne dievčatko
- 1982: Týždeň naopak
- 1983: Partia
- 1984: Vymodelujem more
- 1985: Módna návrhárka
- 1990: Citové cvičenia

### TV seriály
- 1977: Novinárske rozprávky
- 1978: Nech žije deduško
- 1980: Bakalári
- 1984: Tajomný ostrov

## Dabing
- 1979: Zázračné paličky
- 1987: Bestseller
- 1988: Tri správne karty

### Rozhlasové hry
- 1984: Tri krát tri je deväť (Hanka)